# Tai szitupa
A tai szitupa a tibeti buddhizmusban az egyik legrégibb tulku vonal (újjászületett lámák) a kagyü iskolán belül.  A hagyomány szerint a tai szitupa a Maitréja bódhiszattva egyik megtestesülése, akiből majd a következő buddha lesz, és aki számos indiai és tibeti jógiként született újra a történelmi Buddha óta.
A karma kagyü vonalban a tai szitupát tekintik az egyik legmagasabb rangú lámának.
Csöki Gyalcen volt a tai szitu legelső megtestesülése. Az elnevezést 1407-ben kapta a kínai Ming-dinasztia fiatal uralkodójától. Az 5. karmapa közeli tanítványa volt, akit saját fő kolostorában nevezett ki a Karma Goen papjává. A teljes elnevezése Kenting Naja Tang Nyonce Geshetse Tai Szitupa volt, amelyet később lerövidítettek a Kuang Ting Tai Szitu elnevezésre. A teljes név annyit tesz, „messze elérő, megingathatatlan, nagy mester, a parancs birtokosa”.
A jelenlegi 12. tai szitupa, Pema Tönyö Nyinjé, egy földművelő családban született 1954-ben, egy Acsog nevű tibeti faluban, amely ma a kínai Szecsuan tartomány része.
Szitu Rinpocse 22 éves korában megalapította saját kolostori székhelyét, a Palpung kolostort Észak-Indiában. Sok utazásban vett rész. Először 1981-ben járt nyugaton, Skóciában, ahol egy helyi buddhista kolostort látogatott meg. (lásd még: Buddhizmus Skóciában)
A 12. tai szitupa jelentős szerepet játszott Ogyen Trinle Dorzse felismerésében, aki a 17. karmapa újjászületésének két jelölje közül volt az egyik. Szintén neki tulajdonítják Csoszeng Trungpa felismerését is, aki 1989. február 6-án született Kelet-Tibetben Csögyam Trungpa Rinpocse reinkarnációjaként.

## A Tai Szitupa vonal
1. Csöki Gyalcen (1377-1448)
2. Tasi Namgyal (1450-1497)
3. Tasi Paldzsor (1498-1541)
4. Csöki Gocsa (1542-1585)
5. Csöki Gyalcen Palzang (1586-1657)
6. Mipam Csogyal Rabten (1658-1682)
7. Nave Nyima (1683-1698)
8. Csöki Dzsungne (1700-1774)
9. Pema Nyingcse Vangpo (1774-1853)
10. Pema Kunzang Csogyal (1854-1885)
11. Pema Vangcsuk Gyalpo (1886-1952)
12. Péma Tönyö Nyindzsé (1954-)